# Alžběta Kateřina z Harrachu
Alžběta, respektive Isabela Kateřina z Harrachu (německy Elisabeth, častěji však Isabella Katharina von Harrach, 28. září 1601, Vídeň – 1651 nebo 1654), byla česká šlechtična z rodu Harrachů, známá je především coby druhá manželka Albrechta z Valdštejna.

## Život
Narodila se jako dcera hraběte Karla I. Linharta a jeho manželky Marie Alžběty svobodné paní ze Schrattenbachu. Jejími bratry byli kardinál Arnošt Vojtěch a politik František Albrecht z Harrachu.
Alžběta Kateřina byla velmi zbožná a svými současníky byla prý nazývána princeps religiosissima.

### Manželství a potomstvo
Alžběta Kateřina se stala druhou manželkou frýdlantského vévody, císařského generalissima Albrechta z Valdštejna. Z Valdštejnových poznámek a dopisů je patrná velká úcta, něha a náklonnost, kterou choval k Alžbětě. Tak například v oznámení z 9. dubna 1631 napsal v dekretu svým kapitánům ze Smidar, Hořic, Kumburka, Veliše a Kopidlna, že „by měli její knížecí milosti poslat krásně vonící modré fialky.“
Alžběta Kateřina Albrechtovi porodila dceru Marii Alžbětu (1625-1662), která se přes její nesouhlas provdala za Rudolfa z Kounic ze severočeské větve Kouniců.

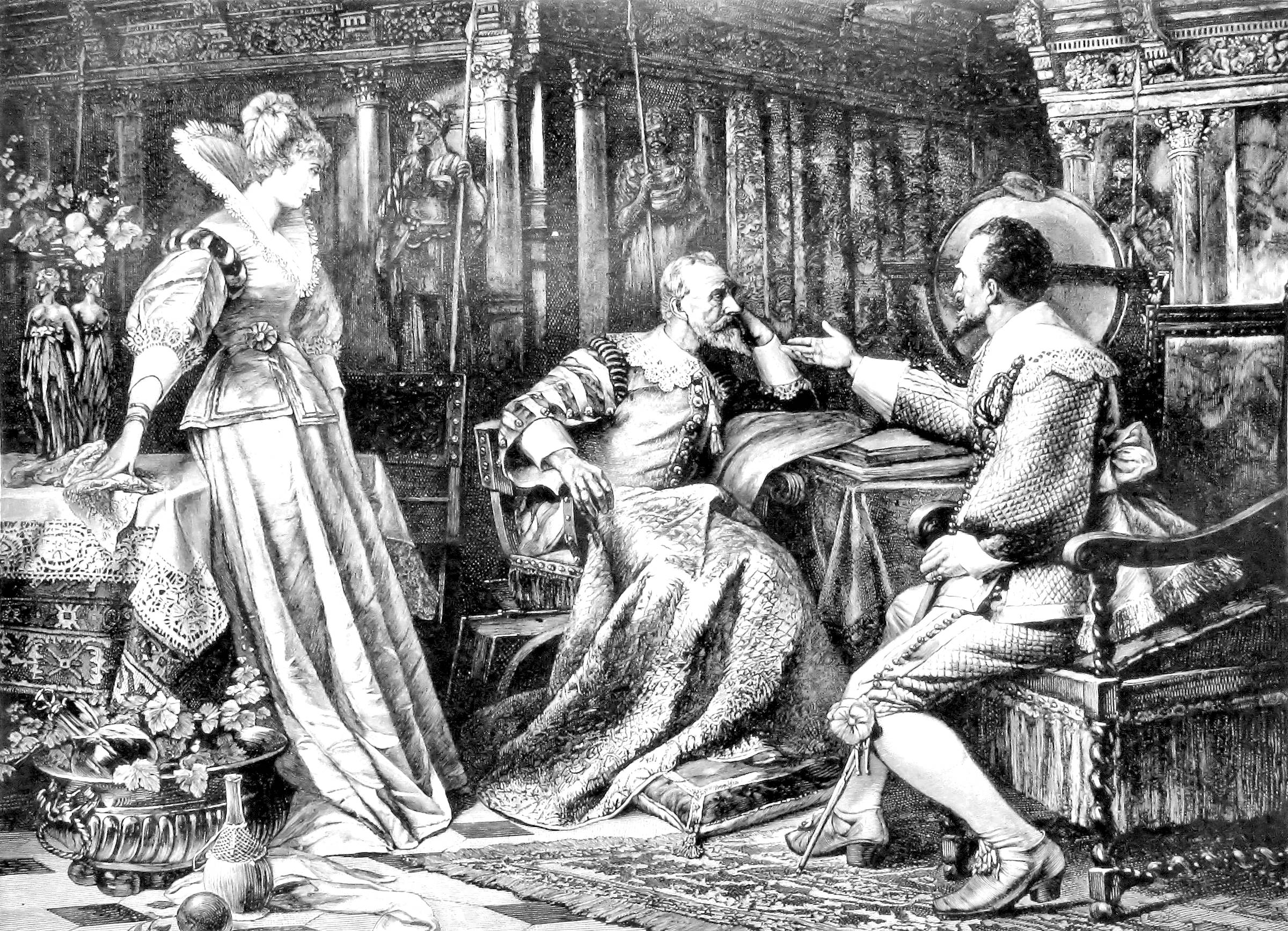
Valdštejn žádá o ruku Isabely z Harrachu, rytina Jacoba Leistena